# Mindaugas Kieras
Mindaugas Kierass (ur. 7 czerwca 1980 w Elektrenach) – litewski hokeista, reprezentant Litwy, trener.

## Kariera zawodnicza
- SC Energija (1997-2002)
  -  Lithuania Junior Team (1997/1998)
- HK Nioman Grodno (2002-2003)
  -  HK Nioman 2 Grodno (2002/2003)
- SC Energija (2003-2004)
- Edinburgh Capitals (2004-2005)
- Solihull Barons (2005)
- Milton Keynes Lightning (2005-2007)
- DHK Latgale (2007-2008)
- SC Energija (2007-2009)
- Basingstoke Bison (2009-2011)
- Slough Jets (2011-2014)
- SC Energija (2014-2016)
- Hockey Punks (2014-2018)

Wychowanek klubu Energija w rodzinnych Elektrenach. W trakcie kariery występował w zespołach ligi litewskiej oraz w rozgrywkach białoruskich i brytyjskich. 
W barwach reprezentacji Litwy uczestniczył w turniejach mistrzostw Europy juniorów do lat 18 edycji 1996, 1997, 1998 (Grupa C), mistrzostw świata juniorów do lat 20 edycji 1997 (Grupa D), 1999, 2000 (Grupa C) oraz seniorskich mistrzostw świata edycji 1999, 2000 (Grupa C), 2001 (Dywizja I), 2002 (Dywizja II), 2003 (Dywizja I), 2004 (Dywizja II), 2005, 2006, 2007, 2008, 2009, 2010, 2011 (Dywizja I), 2012, 2013, 2014, 2015, 2016, 2017, 2018 (Dywizja IB). 

## Kariera trenerska
- Slough Jets (2013-2014), grający asystent trenera
- SC Energija (2018/2019), asystent trenera
- Reprezentacja Litwy do lat 20 (2015-2017), asystent trenera
- Reprezentacja Litwy do lat 20 (2017-2018), główny trener
- Lithuania Hockey Punks Academy (2018/2019), asystent trenera
- Reprezentacja Litwy do lat 18 (2018/2019), asystent trenera
- Feniksas Vilnius	(2018-2020), główny trener
- Hockey Punks (2018-), główny trener
- Reprezentacja Litwy seniorów (2019/2020), trener
- Lithuania Hockey Punks Academy (2021/2022), asystent trenera
- Reprezentacja Litwy seniorów (2021/2022), asystent trenera

Obok pracy w klubach został też zatrudniony w narodowej federacji Litwy. Przy kadrze kraju do lat 20 był asystentem w turniejach mistrzostw świata juniorów do lat 20 edycji 2016, 2017 (Dywizja IIA), a następnie głównym trenerem w edycji 2018 (Dywizja IB). Potem był asystentem w sztabie kadry do lat 18 w turnieju mistrzostw świata juniorów do lat 18 edycji 2019 (Dywizja IIA). Później trafił do kadry seniorskiej i najpierw był trenerem w sezonie 2020/2021 (turniej Three Seas Cup) i 2021/2021 (turniej Baltic Challenge Cup), a następnie pełnił funkcję asystent w sztabie podczas MŚ edycji 2022 (Dywizja IA).
Od sezonu 2018/2019 trener drużyny Hockey Punks.

## Sukcesy
Zawodnicze reprezentacyjne
- Awans do Dywizji I mistrzostw świata: 2002, 2004
- Awans do Dywizji IA mistrzostw świata: 2018

Zawodnicze klubowe
- Złoty medal mistrzostw Litwy: 1998, 1999, 2001, 2004, 2008, 2009, 2016 z SC Energija
- Złoty medal EPIHL: 2006 z Milton Keynes Lightning, 2012 ze Slough Jets (play-off)

Zawodnicze indywidualne
- EPIHL (2005/2006): drugi skład gwiazd
- EPIHL (2009/2010): drugi skład gwiazd
- EPIHL (2012/2013): drugi skład gwiazd
- Mistrzostwa Świata w Hokeju na Lodzie 2014 (I Dywizja)#Grupa B: pierwsze miejsce w klasyfikacji +/- turnieju: +8[1]

Trenerskie reprezentacyjne
- Awans do Dywizji I mistrzostw świata do lat 20: 2017

Trenerskie klubowe
- Srebrny medal mistrzostw Litwy: 2019, 2021 z Hockey Punks
- Złoty medal mistrzostw Litwy: 2022 z Hockey Punks